# 12840 Paolaferrari
12840 Paolaferrari este un asteroid din centura principală de asteroizi.

## Descriere
12840 Paolaferrari este un asteroid din centura principală de asteroizi. A fost descoperit pe 6 aprilie 1997 la San Marcello Pistoiese de Luciano Tesi și Gabriele Cattani. Asteroidul prezintă o orbită caracterizată de o semiaxă mare de 2,35 ua, o excentricitate de 0,14 și o înclinație de 5,4° în raport cu ecliptica.